# Februarie 2019
Acest articol este generat integral pe baza informațiilor din articolul 2019 și este actualizat periodic de un robot.
 Editările făcute în articol vor fi șterse la următoarea actualizare! Dacă doriți să faceți modificări, editați articolul-sursă.

ianuarie -
februarie -
martie -
aprilie -
mai -
iunie -
iulie -
august -
septembrie -
octombrie -
noiembrie -
decembrie
Februarie 2019 a fost a doua lună a anului și a început într-o zi de vineri.

## Evenimente

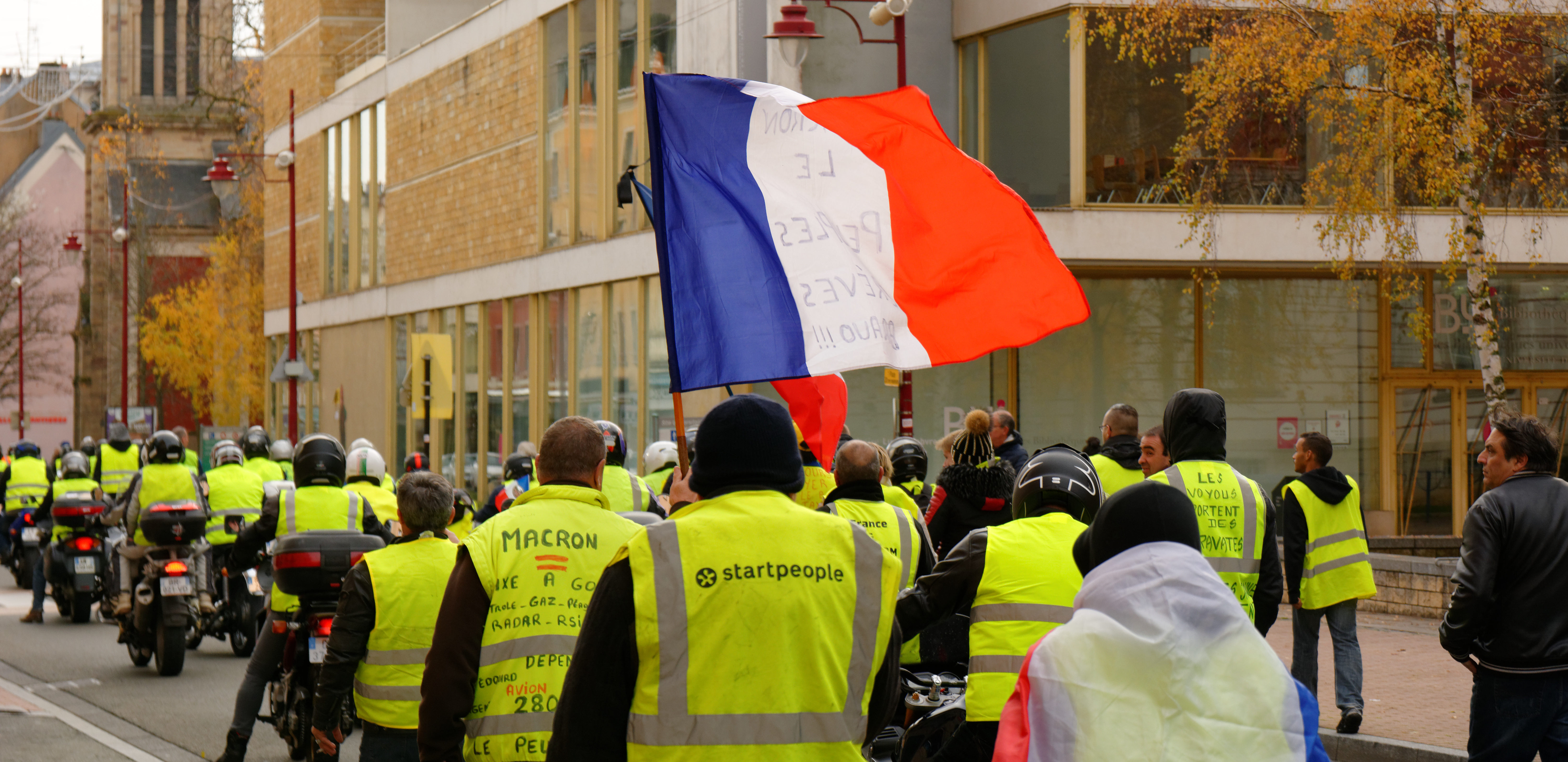
2 februarie: Al 12-lea weekend consecutiv de protest al mișcării "vestelor galbene" împotriva președintelui Emmanuel Macron.

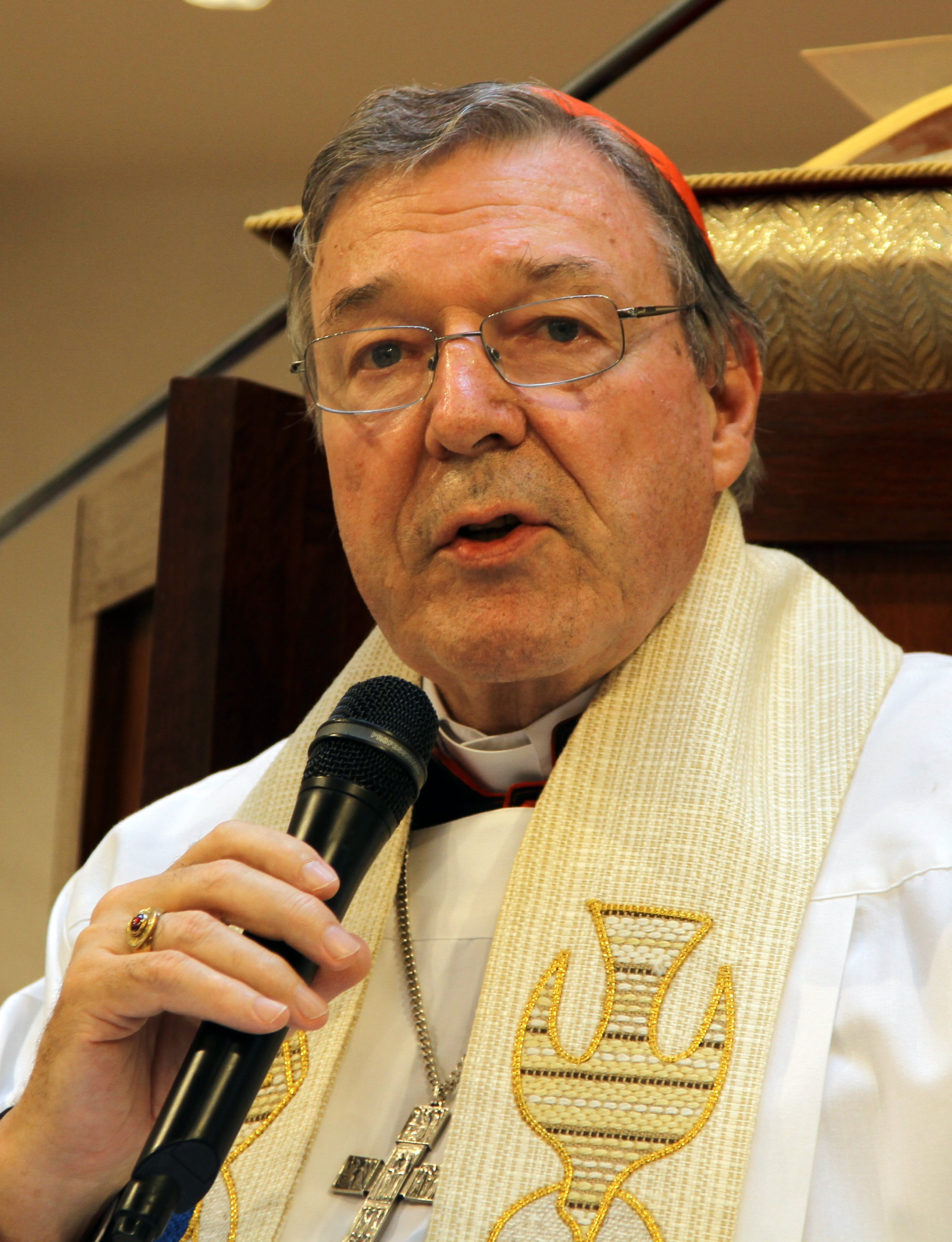
26 februarie: Cardinalul australian George Pell a fost condamnat pentru abuz sexual față de doi copii de 13 ani din corul catedralei St Patrick's din Melbourne. El este cel mai înalt oficial al Bisericii Catolice condamnat pentru acestă infracțiune.

- 1 februarie: Guvernul Statelor Unite a anunțat retragerea țării din tratatul de dezarmare nucleară INF. SUA acuză Rusia că încalcă prevederile Acordului din 1987. Terminarea contractului intră în vigoare la sfârșitul lunii iulie 2019.[2]
- 2 februarie: După Statele Unite, Rusia anunță și ea suspendarea tratatul privind Forțele Nucleare Intermediare (INF) acuzând Statele Unite de  încălcarea tratatului.
- 2 februarie: Al 12-lea weekend consecutiv de protest al mișcării "vestelor galbene" împotriva președintelui Emmanuel Macron. La nivel național au participat 58.600 de protestatari, dintre care 10.000 la Paris. Consiliul de Stat a refuzat, cu o zi înaintea protestului, să interzică utilizarea de către poliție a gloanțelor de cauciuc și a grenadelor de șoc.  Zeci de persoane au fost arestate, dintre care 33 doar la Paris.[3]
- 3 februarie: După expirarea ultimatumului lor pentru anunțarea unor noi alegeri prezidențiale în Venezuela, statele membre ale UE, Danemarca, Germania, Finlanda, Franța, Luxemburg, Olanda, Austria, Polonia, Portugalia, Suedia, Spania, Republica Cehă și Regatul Unit l-au recunoscut ca președinte interimar al țării pe Juan Guaidó, actualul președinte al Parlamentului.
- 5 februarie: După ce un italian cu opt clase condamnat la închisoare cu suspendare în Italia a efectuat cel puțin o operație în România, pretinzând că este chirurg plastician, Direcția de Sănătate Publică a Municipiului București a demarat o anchetă pentru a analiza modul prin care un funcționar public a atribuit cod de parafă italianului.[4]
- 8 februarie: România  îl recunoaște pe Juan Guaidó drept președinte interimar al Venezuelei.[5]
- 10 februarie: Institutul Național pentru Sănătate Publică din România anunță că bilanțul oamenilor care au murit din cauza gripei a ajuns la 101.[6]
- 12 februarie: Șeful cartelului drogurilor Sinaloa din Mexic, Joaquín Archi Valdo „El Chapo“ Guzman Loera, a fost găsit vinovat de către un tribunal din Statele Unite pentru toate cele zece capete de acuzare, inclusiv trafic de droguri, trafic de persoane, distribuție internațională de cocaină, heroină, marijuana și alte droguri, uz de armă de foc, spălarea banilor, și este de așteptat să fie închis pe viață la 25 iune 2019, când se stabilește sentința.[7]
- 12 februarie: Republica Macedonia își schimbă oficial numele în Republica Macedonia de Nord, încheind o dispută de numire pe termen lung cu Grecia vecină.[8]
- 16 februarie: Filmul „Monștri.”, în regia lui Marius Olteanu, singurul film românesc participant la Festivalul Internațional de Film de la Berlin, a primit Premiul publicului din partea juriului cititorilor publicației germane Tagesspiegel.
- 20 februarie: A fost găsit un specimen de sex feminin din specia Țestoasa de Galápagos Fernandina, despre care se credea că a dispărut de mai bine de 100 de ani.[9]
- 22 februarie: În premieră, președintele Klaus Iohannis a trimis Curții Constituționale a României o sesizare de neconstituționalitate asupra legii bugetului de stat pe anul 2019.[10] Votat cu o întârziere de trei luni,[11] bugetul a fost numit de președinte "unul nerealist, supraevaluat și întârziat" și a catalogat "PSD ca partid incompetent și incapabil să conducă România".[12]
- 24 februarie: Alegeri parlamentare în Republica Moldova.
- 24 februarie: Premiile Oscar, ediția a 91-a, sunt prezentate la Hollywood. Filmul Bohemian Rhapsody a câștigat patru premii, urmat de Black Panther, Roma și Green Book cu câte trei premii fiecare, dintre care ultimul obține și premiul Cel mai bun Film.
- 25 februarie: Curtea Internațională de Justiție, cea mai înaltă instanță a Națiunilor Unite, stabilește că Regatul Unit trebuie să pună capăt controlului asupra arhipelagului Chagos „cât de repede posibil”. Mauritius susține că arhipelagul a fost separat ilegal de națiunea insulară în 1965.[13]
- 26 februarie: Cardinalul australian George Pell a fost condamnat de către o Curte de Justiție din Australia, pentru abuz sexual față de doi copii de 13 ani din corul catedralei St Patrick's din Melbourne. El este cel mai înalt oficial al Bisericii Catolice condamnat pentru acestă infracțiune.[1]
- 27 februarie: Președintele american Donald Trump și liderul nord-coreean Kim Jong-un se întâlnesc la un summit în Hanoi, Vietnam.[14]
- 28 februarie: Summit-ul de la Hanoi dintre președintele Donald Trump și liderul nord-coreean Kim Jong-un, se termină brusc, mai devreme decât era planificat, iar Casa Albă afirmă că nu s-a ajuns la nici un acord cu privire la relațiile dintre cele două țări și politicile armelor nucleare din Coreea de Nord și sancțiunile care le sunt impuse.[15]

## Decese
- 2 februarie: Carol Emshwiller, 97 ani, scriitoare americană de literatură SF (n. 1921)
- 4 februarie: George Stanca, 71 ani, poet și publicist român (n. 1947)
- 5 februarie: Václav Vorlíček, 88 ani, regizor de film, ceh (n. 1930)
- 6 februarie: Rudi Assauer (Rudolf Assauer), 74 ani, fotbalist german (n. 1944)
- 6 februarie: Hans-Eckehard Bahr, 91 ani, teolog evanghelic german (n. 1928)
- 6 februarie: Ion Brad, 89 ani, diplomat, poet, eseist, romancier, memorialist, traducător și scriitor român (n. 1929)
- 6 februarie: Manfred Eigen, 91 ani, chimist german, laureat al Premiului Nobel (1967), (n. 1927)
- 6 februarie: Rosamunde Pilcher, 94 ani, scriitoare britanică (n. 1924)
- 7 februarie: Albert Finney, 82 ani, actor englez (n. 1936)
- 11 februarie: Vasile Florea, 87 ani, traducător, istoric și critic de artă român (n. 1931)
- 12 februarie: Gordon Banks, 81 ani, fotbalist englez (portar), campion mondial (1966), (n. 1937)
- 13 februarie: Dezső Tandori, 80 ani, scriitor, poet și publicist maghiar (n. 1938)
- 16 februarie: Charles Mungoshi, 71 ani, scriitor zimbabwean (n. 1947)
- 17 februarie: Maria Teslaru, 63 ani, actriță română de teatru (n. 1955)
- 19 februarie: Karl Otto Lagerfeld, 85 ani, designer vestimentar francez, fotograf și costumier de etnie germană (n. 1933)
- 20 februarie: Kemal Karpat, 94 ani, istoric turc născut în România (n. 1925)
- 20 februarie: Boris Vieru, 61 ani, jurnalist și politician din Republica Moldova (n. 1957)
- 22 februarie: Robert Tine, 64 ani, scriitor american de literatură SF (n. 1955)
- 23 februarie: Krzysztof Birkenmajer, 90 ani, geolog polonez (n. 1929)
- 23 februarie: Stanley Donen, 94 ani, regizor american și coregraf (n. 1924)
- 24 februarie: Donald Keene, 96 ani, niponolog american (n. 1922)
- 25 februarie: Alexandr Tihonov, 80 ani, medic farmacist ucrainean (n. 1938)
- 27 februarie: Doug Sandom (Douglas Sandom), 89 ani, bateristul trupei engleze de muzică rock The Who (n. 1930)